# ZNF200
ZNF200 (англ. Zinc finger protein 200) – білок, який кодується однойменним геном, розташованим у людей на короткому плечі 16-ї хромосоми. Довжина поліпептидного ланцюга білка становить 395 амінокислот, а молекулярна маса — 45 534.
| 10         |  | 20         |  | 30         |  | 40         |  | 50         |
| ---------- |  | ---------- |  | ---------- |  | ---------- |  | ---------- |
| MMAAKVVPMP |  | PKPKQSFILR |  | VPPDSKLGQD |  | LLRDATNGPK |  | TIHQLVLEHF |
| LTFLPKPSLV |  | QPSQKVKETL |  | VIMKDVSSSL |  | QNRVHPRPLV |  | KLLPKGVQKE |
| QETVSLYLKA |  | NPEELVVFED |  | LNVFHCQEEC |  | VSLDPTQQLT |  | SEKEDDSSVG |
| EMMLLAVNGS |  | NPEGEDPERE |  | PVENEDYREK |  | SSDDDEMDSS |  | LVSQQPPDNQ |
| EKERLNTSIP |  | QKRKMRNLLV |  | TIENDTPLEE |  | LSKYVDISII |  | ALTRNRRTRR |
| WYTCPLCGKQ |  | FNESSYLISH |  | QRTHTGEKPY |  | DCNHCGKSFN |  | HKTNLNKHER |
| IHTGEKPYSC |  | SQCGKNFRQN |  | SHRSRHEGIH |  | IREKIFKCPE |  | CGKTFPKNEE |
| FVLHLQSHEA |  | ERPYGCKKCG |  | RRFGRLSNCT |  | RHEKTHSACK |  | TRKQK      |

A: Аланін

C: Цистеїн

D: Аспарагінова кислота

E: Глутамінова кислота

F: Фенілаланін

G: Гліцин

H: Гістидин

I: Ізолейцин

K: Лізин

L: Лейцин

M: Метіонін

N: Аспарагін

P: Пролін

Q: Глутамін

R: Аргінін

S: Серин

T: Треонін

V: Валін

W: Триптофан

Задіяний у таких біологічних процесах, як транскрипція, регуляція транскрипції, альтернативний сплайсинг. 
Білок має сайт для зв'язування з іонами металів, іоном цинку. 
Локалізований у ядрі.